# 鈴木葉留彦
鈴木 葉留彦（すずき はるひこ、1951年7月25日 - ）は、埼玉県浦和市（現：さいたま市）出身の元プロ野球選手・コーチ・監督、解説者。旧名は鈴木 治彦（読みは上記と同じ）。現役時代の愛称は「はっぱ」。

## 来歴・人物

### プロ入りまで
大宮高校では、1967年に1年生ながら一塁手として夏の甲子園に出場し、1回戦で報徳学園と対戦。9回裏2死までリードするがここから反撃を許し、大会史上初の本盗による逆転サヨナラ負けを喫した。しかし、秋の埼玉国体では、決勝で大分商の河原明を打ち崩し初優勝を飾る。チームメイトに2年上のエース金子勝美、左翼手の吉田誠、1年上に右翼手の新井良雄らがいた。2年次の1968年夏は新井を主戦投手として県予選決勝に進出するが、春の選抜で優勝した大宮工の吉沢敏雄に抑えられ0-1で敗退。同年の秋季関東大会県予選は新井をエースとして準決勝に進むが、川口工に延長13回サヨナラ負け。3年次の1969年の春季関東大会県予選では、準決勝で立教高の岡持和彦に投げ勝ち、決勝に進むが深谷商に惜敗。夏も県予選で敗れ、甲子園には出場できなかった。高校同期には内野手の島村雄二がいた。同年のドラフトで南海ホークスに6位で指名されるが拒否し、高校卒業後は1970年に早稲田大学へ進学。東京六大学リーグでは、大橋功男と1年下のエース矢野暢生ら両投手を擁し4年次の1973年に春季で優勝するが、同年の全日本大学野球選手権大会では初戦2回戦で愛知学院大に0-4の完封で敗れる。3年次の1972年秋季でベストナイン（一塁手）に選ばれている。リーグでの通算成績は、出場60試合・191打数58安打・3本塁打・39打点・打率.304。大学同期に楠城徹、鍛治舎巧らがいた。

### 現役時代
1973年のドラフト3位で太平洋クラブライオンズに入団し、プロ入り後は即戦力と期待される。
1976年後半には2番・一塁手に定着し、同年は76試合に先発して規定打席未到達も打率.311を記録。8月11日の日本ハム戦（神宮）で新美敏から初ソロ本塁打を放つが、この時の試合は、4回表に大田卓司の2ラン本塁打で先制、しかし7回裏に加藤俊夫の2ラン本塁打で同点に追いつかれたが、8回表に鈴木治が右翼へのソロ本塁打で勝ち越す。この得点を先発東尾修が守り切り、5安打2失点での完投勝利で、3-2で日本ハムに競り勝った。朝日新聞の記事によると「『打った瞬間入ったなー、と思った。』プロ入り初本塁打が決勝打となった太平洋の鈴木治一塁手は、うれしさがあふれていた。その記念すべき球場が大学時代（早大）活躍したなつかしい神宮だったことにも感慨を強めたようで、『大学時代に4本打って以来ですかね』とグラウンドに目をやった。打率もこれで3割2分台に乗せ、竹之内から定位置を奪った感じだが、好調の原因は『昨年までの2年間は振りが大きすぎた。が、今年は確実性を目指してきたところにある』という。でも手放しでは喜ばず、『約150打席もあれば、1本くらいとっくに出ていてもいいはずですからね』と遅すぎた本塁打にチョッピリ不満もみせた。」と書かれている。
1977年は不調が続き、一塁手のレギュラーを新入団のボブ・ハンセンに譲る。シュアなバッティングには定評があったが、長打力に欠けた。4月12日のロッテ戦（後楽園）では1回裏に1点を先制され、4回裏にはレオン・リー、山崎裕之にそれぞれ適時三塁打で2点を追加、先発山下律夫かKOされた。追いかけるクラウンは5回表3安打で一死満塁と攻め、ここで代打鈴木治がロッテ先発田中由郎から右翼への満塁本塁打で一気に逆転。このリードを2番手永射保がロッテ打線を無安打2四死球に抑え、4-3でロッテを打っ棄った。朝日新聞上で鈴木治は、「思い切っていくんだ、といわれた。ぼくは、こんなチャンスでよく小細工して失敗するもんで・・・。下手投げ（田中）に左で、こっちが有利ですからね。楠城が三振していたけど、別にりきむという事はなかった。外野フライでいいんだという気持ちだったから」と話している。その後は主に代打として起用される。
1979年は、登録名を本名の「鈴木治彦」から「鈴木葉留彦」へ改名。開幕後の序盤は主に代打で起用されることが多かったが、8月中旬以降はチーム事情も重なり、スタメンに名を連ねることが増えた。同14日の阪急戦（平和台）に6番・一塁手で先発起用されると、今井雄太郎から早速第1号本塁打を放つ。翌15日も6番・一塁手で先発出場し、三浦広之から2試合連続の第2号本塁打を放った。その後も先発で起用され続けると徐々に打撃の調子も上がり、9月には先発出場した6試合全てで安打を放った。さらにシーズン終了間際には、5試合にかけて代打出場機会5打席連続安打を放つ勝負強さも見せた。
1980年には開幕から一軍入りし、4月18日のロッテ戦（西武）で吉本博の代打で奥江英幸からシーズン初安打を放つと、2日後の20日には8回裏に村田兆治から逆転の3点適時二塁打を放ち勝利打点を挙げるなど好調で4月は代打で8打数4安打、5打点と勝負強さを見せた。5月に入ると土井正博の故障によりその代役を任され、5月12日の近鉄戦（日生）で5番・一塁手としてシーズン初の先発起用されるといきなり3安打、1打点と結果を出した。翌13日の日本ハム戦（後楽園）も宇田東植から2安打を放つと勢いそのままに15日には3回表に先発の佐伯和司から先制の満塁本塁打を放ち勝利に貢献。19日の南海戦（西武）でも名取和彦から放った2号本塁打含む3安打を放つなど28日の日本ハム戦（西武）終了時までに打率.356、2本塁打と結果を出し続け、土井の穴埋めとしては十分な活躍を見せていた。しかし、29日に3打数無安打に終わると7月6日の近鉄戦（西武）までの間20打数無安打が続き完全に勢いは止まってしまった。8月21日の近鉄戦（日生）では1回表ジム・タイロンのソロ本塁打で先制したが、2回裏には同点の後に梨田昌崇のソロ本塁打で逆転、なおも3回裏平野光泰の場外へのソロ本塁打で追加点を許した。しかし6回表タイロンの2本目となるソロ本塁打、スティーブ・オンティベロスの右中間上段へのソロ本塁打で同点に追いつき先発井本隆をKO、代わった2番手柳田豊から二死一、二塁で鈴木が右翼への3ラン本塁打で勝ち越した。4回途中からリリーフした3番手山下が、平野の2本目のソロ本塁打による1点に抑えて6-4と逆転勝ちし、両チーム合わせて7本塁打が飛び交う空中戦を制した。9月28日の阪急戦（西武）では、8回裏一死一、三塁の場面で打者・野村克也の時に、根本陸夫監督に代打を告げられ登場。鈴木はこの打席で、併殺打を打った。この時、代打起用に落胆した野村は「打つなよ・・・」と念じ、チームメイトの凡退を願ったという。この事が、野村の27年に及ぶ現役生活からの引退に繋がった。巨人との1983年の日本シリーズでは2勝3敗と王手をかけられた11月5日の第6戦（西武）、1点ビハインドの9回裏に杉本正の代打として起用され西本聖から左前安打を放ち、逆転優勝に力を添えた。
1984年引退。

### 引退後
引退後はテレビ埼玉「ライオンズアワー」解説者（1985年 - 1986年）を経て、西武で二軍打撃コーチ（1987年, 1990年 - 1992年）・一軍打撃コーチ（1988年 - 1989年, 2000年）・二軍監督（1998年 - 1999年, 2001年 - 2003年）・関東地区担当スカウト（1993年）→四国地区担当スカウト（1994年 - 1997年）・チーフスカウト（2004年）→スカウト部長（2005年 - 2007年3月）→編成部部長（2007年6月4日 - 2011年）→編成部部長兼球団本部長（2012年 - 2018年）を務めた。
コーチ1年目で二軍打撃コーチ1期目にタイラー・リー・バンバークレオを手掛け、一軍打撃コーチ1期目の1988年にはリーグ4連覇と日本シリーズ3連覇に貢献したが、2期目の2000年はチーム打率・安打・本塁打はリーグ最下位、得点は5位と低迷した。
スカウト部長時代の2007年には、3月に発覚したアマチュア選手への「裏金問題」の責任を取る形で同月辞任。同年付でスカウト部と編成部との統合により、編成部部長（アマチュア担当）に就任し、在任中は竹下潤をスカウトに誘った。
2011年シーズン終了後から球団本部長も兼任することになったが、西武グループとサーベラスの争いのなかで緊縮財政を余儀無くされ、就任以降優勝は一度もなく、FA宣言した選手の慰留にことごとく失敗、2014年以降はチームが3年連続してBクラスに終わるなど、成績の低迷が顕著となった。
退団後の2019年からは日本経済大学でコーチを務める。

## 詳細情報

### 年度別打撃成績
| 年 度     | 球 団                | 試 合 | 打 席 | 打 数 | 得 点 | 安 打 | 二 塁 打 | 三 塁 打 | 本 塁 打 | 塁 打 | 打 点 | 盗 塁 | 盗 塁 死 | 犠 打 | 犠 飛 | 四 球 | 敬 遠 | 死 球 | 三 振 | 併 殺 打 | 打 率 | 出 塁 率 | 長 打 率 | O P S |
| --------- | -------------------- | ----- | ----- | ----- | ----- | ----- | -------- | -------- | -------- | ----- | ----- | ----- | -------- | ----- | ----- | ----- | ----- | ----- | ----- | -------- | ----- | -------- | -------- | ----- |
| 1974      | 太平洋 クラウン 西武 | 11    | 12    | 11    | 1     | 1     | 0        | 0        | 0        | 1     | 0     | 0     | 0        | 0     | 0     | 1     | 0     | 0     | 3     | 0        | .091  | .167     | .091     | .258  |
| 1975      | 太平洋 クラウン 西武 | 12    | 25    | 22    | 3     | 4     | 0        | 0        | 0        | 4     | 1     | 0     | 0        | 1     | 0     | 2     | 0     | 0     | 4     | 0        | .182  | .250     | .182     | .432  |
| 1976      | 太平洋 クラウン 西武 | 99    | 336   | 312   | 29    | 97    | 9        | 2        | 2        | 116   | 24    | 4     | 3        | 4     | 0     | 19    | 0     | 1     | 36    | 5        | .311  | .352     | .372     | .724  |
| 1977      | 太平洋 クラウン 西武 | 97    | 151   | 138   | 11    | 23    | 2        | 1        | 3        | 36    | 12    | 0     | 1        | 1     | 1     | 11    | 0     | 0     | 28    | 5        | .167  | .227     | .261     | .488  |
| 1978      | 太平洋 クラウン 西武 | 18    | 43    | 41    | 2     | 9     | 0        | 0        | 0        | 9     | 0     | 1     | 1        | 0     | 0     | 1     | 0     | 1     | 4     | 0        | .220  | .256     | .220     | .475  |
| 1979      | 太平洋 クラウン 西武 | 68    | 116   | 108   | 6     | 30    | 3        | 0        | 2        | 39    | 16    | 0     | 2        | 0     | 3     | 5     | 0     | 0     | 14    | 0        | .278  | .302     | .361     | .663  |
| 1980      | 太平洋 クラウン 西武 | 88    | 150   | 136   | 16    | 35    | 7        | 0        | 3        | 51    | 24    | 2     | 0        | 1     | 1     | 10    | 1     | 2     | 18    | 6        | .257  | .315     | .375     | .690  |
| 1981      | 太平洋 クラウン 西武 | 67    | 119   | 108   | 7     | 24    | 6        | 1        | 1        | 35    | 15    | 1     | 0        | 0     | 1     | 9     | 0     | 1     | 9     | 2        | .222  | .286     | .324     | .610  |
| 1982      | 太平洋 クラウン 西武 | 19    | 23    | 21    | 2     | 7     | 2        | 0        | 0        | 9     | 2     | 0     | 0        | 0     | 0     | 1     | 0     | 1     | 1     | 0        | .333  | .391     | .429     | .820  |
| 1983      | 太平洋 クラウン 西武 | 46    | 60    | 51    | 5     | 13    | 5        | 0        | 0        | 18    | 9     | 0     | 0        | 0     | 1     | 7     | 0     | 1     | 6     | 1        | .255  | .350     | .353     | .703  |
| 1984      | 太平洋 クラウン 西武 | 19    | 32    | 28    | 2     | 3     | 0        | 0        | 0        | 3     | 2     | 0     | 0        | 0     | 2     | 2     | 0     | 0     | 6     | 0        | .107  | .156     | .107     | .263  |
| 通算:11年 | 通算:11年            | 544   | 1067  | 976   | 84    | 246   | 34       | 4        | 11       | 321   | 105   | 8     | 7        | 7     | 9     | 68    | 1     | 7     | 129   | 19       | .252  | .303     | .329     | .632  |

- 太平洋（太平洋クラブライオンズ）は、1977年にクラウン（クラウンライターライオンズ）に、1979年に西武（西武ライオンズ）に球団名を変更

### 記録
- 初出場：1974年5月24日、対日本ハムファイターズ前期4回戦（後楽園球場）、5回表に河原明の代打として出場
- 初打席：同上、5回表に高橋直樹の前に三振
- 初安打：1974年8月13日、対日本ハムファイターズ後期2回戦（平和台球場）、5回裏に渡辺秀武から
- 初先発出場：1975年10月4日、対阪急ブレーブス後期9回戦（平和台球場）、8番・一塁手として先発出場
- 初打点：1975年10月5日、対阪急ブレーブス後期10回戦（平和台球場）、2回裏に山口高志から
- 初本塁打：1976年8月11日、対日本ハムファイターズ後期3回戦（明治神宮野球場）、8回表に新美敏から決勝ソロ

### 背番号
- 5 （1974年 - 1975年途中）
- 51 （1975年途中 - 1976年）
- 6 （1977年 - 1984年）
- 91 （1987年 - 1988年）
- 83 （1989年 - 1992年）
- 81 （1998年 - 2003年）

### 登録名
- 鈴木 治彦 （すずき はるひこ、1974年 - 1978年）
- 鈴木 葉留彦 （すずき はるひこ、1979年 - ）